# Коко-Бич (Флорида)

Коко-Бич и округ Бревард на карте Флориды

Ко́ко-Бич (англ. Cocoa Beach) — город, расположенный в округе Бревард, штат Флорида, США. По данным переписи населения в 2008 году в городе проживало 11 920 человек.

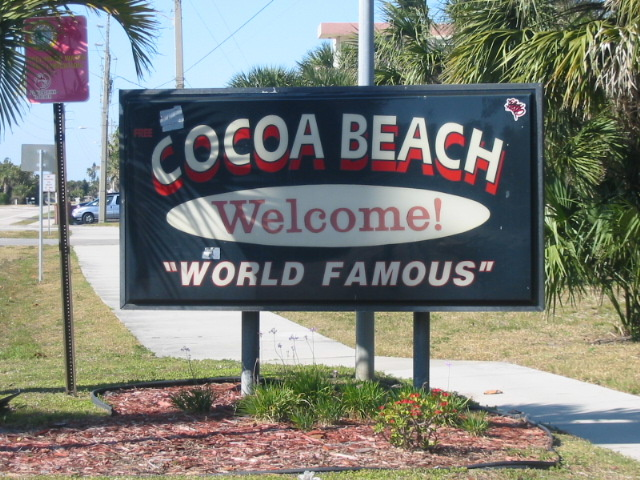
Приветствие при въезде в город

## География
Коко-Бич расположен на восточном побережье Флориды. Площадь города составляет 39 км, 12,7 км являются сушей, а 26,3 км (67,49 %) водной поверхностью. На севере город граничит с мысом Канаверал.

## История
Самое первое поселение было основано на месте будущего города группой освобождённых рабов после окончания Гражданской войны в США. Городское руководство было избрано 5 июня 1925 года, тогда же было зафиксировано официальное название города.
Фактически до 1950-х годов население города не превышало 100 человек. Бурное развитие город получил в период с 1950 по 1960 годы, в связи со строительством Космического центра имени Джона Кеннеди, строительство которого велось в 24 километрах севернее. В этот период времени население города увеличилось многократно, в городе селились в основном люди, связанные с космической программой США.
Серая полоса пришла в город в 1975 году, когда в США прекратила своё развитие программа Аполлон. В связи с этим в городе резко увеличилась безработица, что привело к оттоку населения и снижению стоимости недвижимости.

## Города-побратимы
- Кюстендил, Болгария
- Санта-Марта, Колумбия